# Вітішко Євген Геннадійович
Євген Геннадійович Вітішко (* 3 липня 1973, Слов'янськ-на-Кубані, Краснодарський край, РРФСР) — російський громадський та політичний діяч, член Ради екологічної вахти по Північному Кавказу, політичний в'язень.
Став широко відомий у зв'язку з так званою «справою про псування паркану» на дачі губернатора Краснодарського краю Олександра Ткачова в Блакитній бухті, в рамках якого в червні 2012 року Вітішко був засуджений на три роки умовно. 20 грудня 2013 умовний термін був замінений трьома роками ув'язнення в колонії. 12 лютого 2014 Краснодарський крайовий суд залишив це рішення в силі.

## Навчання, робота, бізнес
Дитинство пройшло в місті Слов'янськ-на-Кубані в Краснодарському краї. Навчався в середній школі № 3 Слов'янська-на-Кубані. Після закінчення середньої школи вступив до Ухтинского індустріального інституту (місто Ухта, Республіка Комі), який закінчив 1996 року за спеціальністю: гірничий інженер-геолог.
1997 року повернувся в Слов'янськ-на-Кубані. Працював у редакціях районних газет «Сонячний дім» та «Слово козака».
1999 року переїхав до міста Туапсе (Краснодарський край). Працював керівником групи організації активного відпочинку пансіонату «Геолог Ямалу».
У 2001–2005 р. працював у муніципальному унітарному підприємстві «Чорноморські курорти», спочатку керівником сектора туризму та екскурсій, потім заступником директора та в.о. директора.
2005 року працював директором туристичної фірми «Крост».
У 2006–2007 р. працював в Управлінні по забезпеченню містобудівної діяльності в Туапсинському районі Департаменту архітектури та містобудування Адміністрації Краснодарського краю. Після публікації в районній опозиційної газеті «Альтернатива» критичної статті про негативні наслідки зміни статусу міста Туапсе на міське поселення, внаслідок наданого на нього тиску був змушений піти з цієї роботи.
У 2007–2009 р. працював у ФГУП «Туапсеберегозащіта» на посаді головного геолога.
2009 року стає співзасновником та генеральним директором ТОВ «Чорноморське управління берегозахисних та протизсувних робіт». З 2011 року працює на цьому підприємстві головним геологом.

## Громадська діяльність
З 2005 року бере активну участь у громадському природоохоронної та наукової діяльності.
З 2006 року є головою Туапсинському громадської організації «Туапсинський громадський екологічний рада».
З 2008 року є головою Туапсинському громадської організації вчених «Туапсинський громадський університет», яка проводить науково-просвітницьку роботу в місті Туапсе. У рамках діяльності цієї громадської організації є одним з організаторів міжнародних наукових конференцій «Вулканізм, біосфера та екологічні проблеми», які регулярно проводяться в Туапсе..
З 2009 року член громадської організації Екологічна Вахта по Північному Кавказу. З 2010 року — член Ради Екологічної вахти по Північному Кавказу.
Здійснює активну роботу по захисту Туапсинського району і в цілому російського Чорноморського узбережжя від негативних наслідків екологічно небезпечної господарської діяльності. Виступає проти розміщення та розширення в місті Туапсе небезпечних промислових підприємств та транспортних об'єктів на шкоду курортної галузі, ціною подальшого погіршення і без того катастрофічного стану навколишнього середовища міста. Вважає однією з головних причин критичної екологічної ситуації в Туапсе комплекс проблем, породжених діяльністю підприємств туапсинського нафтового комплексу, що належать компанії «Роснефть». У 2005 році був одним з ініціаторів зйомки сюжету для сатиричного кіножурналу «Фітіль», присвяченого проблемі в місті Туапсе, яка утворилася під внаслідок протікання нафти при діяльності об'єктів нафтокомплексу великомасштабної «нафтовий лінзи». Внаслідок виходу сюжету в «Фітіль» «Роснефть» була змушена вжити заходів щодо ліквідації «нафтовий лінзи». Регулярно розкриває факти різних природоохоронних порушень з боку дочірніх компаній «Роснефти» в Туапсе. Активно виступає проти розширення Туапсинського нафтопереробного заводу, розташованого в самому центрі курортного міста поруч з житловою зоною. Вітішко активно виступає проти планів компанії «Роснефть» почати видобуток нафти на шельфі Чорного моря на структурах «Туапсинський прогин» і «Вал Шатського». Веде боротьбу з незаконним розміщенням небезпечних відходів та забрудненого нафтою ґрунту на Туапсинському міському звалищі, розташованому на мисі Кадош. Спільно з правоохоронними органами бере участь у боротьбі з розкраданням піщано-гравійних наносів на річках Туапсинському району — Туапсе, Шепсі, Ту, Кабак. 2013 року взяв участь у кампанії з припинення великомасштабної незаконного видобутку гравію в річці Пшиш.
Протягом багатьох років виступав проти розміщення, будівництва та експлуатації в центрі Туапсе Туапсинського балкерного терміналу з перевалки мінеральних добрив, що належить компанії «Єврохім». Був одним з організаторів кампанії протесту проти запуску в експлуатацію Туапсинського балкерного терміналу, що виразилася в серії масових публічних акцій в Туапсе. Широкого розголосу набула морська акція протесту проти запуску цього терміналу, яку Євген Вітішко провів 30 жовтня 2011 разом з лідером «Руху на захист Хімкинського лісу» Євгенією Чириковою.
2012 року узяв активну участь у ліквідації наслідків та громадському розслідуванні причин катастрофічної повені в Кримському районі. Також займався з'ясуванням причин катастрофічної повені в селищі Новомихайлівському в серпні 2012 року. Вітішко висловив думку, що повінь в значній мірі викликано тим, що було засипано старе гирло річки Нечепсухо і на цьому місці збудовано приватний готель.
2013 року в рамках громадського контролю за підготовкою до Олімпійських ігор 2014 року брав активну участь у вирішенні різних гострих екологічних проблем на території міста-курорту Сочі. Допомагав жителям Лазаревського району в Прооведенія громадської кампанії проти видобутку гравію компанією «ЖД Буд Сервіс» в нижній частині долини річки Шаху. Внаслідок цієї громадської кампанії великомасштабний видобуток гравію на Шаху вдалося зупинити. Брав участь у боротьбі громадськості з численними незаконними звалищами відходів на території олімпійського Сочі. Бере активну участь у боротьбі проти спроби скасування Міністерством природних ресурсів Краснодарського краю великого кількості пам'яток природи на території Сочі. Разом з іншими активістами Екологічної вахти по Північному Кавказу здійснював громадський контроль за будівництвом дороги до курорту «Місячна Поляна» в долині річки Шаху. Виступав з гострою критикою проекту проведення Олімпійських ігор-2014 в місті Сочі.
З 2012 року Вітішко є членом Громадської ради при Управлінні Федеральної служби з нагляду у сфері природокористування (Росприроднагляду) по Краснодарському краю і Республіці Адигея.

## Політична діяльність
2010 року вступив в партію «ЯБЛУКО», був обраний головою місцевого відділення цієї партії в Туапсинському районі Краснодарського краю.
2011 року висувався кандидатом в депутати Державної Думи РФ від партії «ЯБЛУКО».
2012 року висувався кандидатом у депутати на виборах до Законодавчих зборів Краснодарського краю від партії „ЯБЛУКО“. Був третім номером у крайовому списку кандидатів від виборчого об'єднання „ЯБЛУКО“ — Об'єднані демократи» Краснодарського краю". Оскільки «ЯБЛУКО» — Об'єднані демократи" Краснодарського краю" не змогли на виборах подолати семивідсотковий бар'єр, депутатом обраний не був.
Восени 2012 року було висунуто кандидатом від Краснодарського регіонального відділення партії «ЯБЛУКО» на виборах глави Кримського району Краснодарського краю. До участі у виборах не був допущений, знятий з виборів рішенням Кримського районного суду.
У грудні 2012 року зважаючи на розбіжності з регіональним керівництвом партії Євген Вітішко вийшов з «ЯБЛУКА»:
|  | з «Яблука» я пішов з двох причин: по-перше, я вирішив, що як громадський активіст я буду більш корисний населенню, ніж як член політичної партії. <..> по-друге, у мене були суттєві розбіжності з регіональним керівництвом партії під час виборів до ЗСК. Я вважав та вважаю, що передвиборний штаб неправильно організував нашу виборчу компанію. Зокрема, не була проведена належна роз'яснювальна робота з населенням з приводу того, за що були засуджені два перший номера в списку «Яблука» - я та Сурен Газарян. |

Влітку 2013 року був зареєстрований як кандидат від партії «ЯБЛУКО» на пост глави міста Туапсе. Рішенням Туапсинського міського суду був знятий з виборів.

## Кримінальну справу про «Псуванні паркану» на «дачі Ткачова», вирок про умовне терміні, репресії, заміна умовного терміну реальним
Широку популярність здобули факти арештів та судового переслідування у зв'язку з участю Євгена Вітішко у громадській кампанії проти захоплення ділянки лісового фонду та берегової смуги під льотну резиденцію губернатора Кубані Олександра Ткачова в Блакитній бухті, розташованій в Туапсинському районі на Чорноморському узбережжі поблизу селища Джубга. За участь у лютому 2011 року в акції-пікніку на «дачі Ткачова», Євген разом з трьома іншими активістами Екологічної вахти по Північному Кавказу був затриманий та підданий арешту на 10 діб за звинуваченням в"непокорі законним вимогам співробітників поліції".
13 листопада 2011 разом з групою громадянських активістів Євген Вітішко взяв участь у громадській інспекції «дачі Ткачова». У ході цієї інспекції на паркан, незаконно встановлений навколо цієї дачі, були нанесені написи «Саня — злодій!», «Ліс — загальний!», «Ткачов йди, шахрай та злодій!» тощо Незабаром, у грудні 2011 року, щодо Вітішко і ще одного активіста екологічної вахти по Північному Кавказу Сурена Газаряна було порушено кримінальну діло про так зване «псування паркану» за статтею 167 Кримінального кодексу РФ. У травні 2012 року в Туапсе почався судовий процес, в якому Газарян та Вітішко виступили як обвинувачені. Незважаючи на, на думку деяких правозахисників, очевидну абсурдність звинувачення та широку громадську кампанію на захист Газаряна та Вітішко, 20 червня 2012 року суддя Галина Авджі засудила їх до трьох років умовного ув'язнення з дворічним випробувальним терміном. При цьому вироком суду на них було накладено режим обмежень, відповідно до яких засуджені протягом випробувного терміну не мають права змінювати місце проживання без повідомлення кримінально-виконавчої інспекції та зобов'язані перебувати за місцем проживання в період з 24 години до 6 години. Союз солідарності з політв'язнями визнав Вітішко та Газаряна «особами, переслідуваними з політичних мотивів».
Режим обмежень, накладений на Вітішко вироком суду, став підставою для створення перешкод у здійсненні ним громадської та політичної діяльності. У грудні 2012 року режим обмежень рішенням суду був посилений, Вітішко заборонили виїжджати за межі Туапсинського району без повідомлення кримінально-виконавчої інспекції та зобов'язали два рази на місяць її відвідувати. Після цього на адресу Вітішко було зроблено ще кілька попереджень про порушення режиму обмежень. За ним була встановлене постійне стеження, його телефони прослуховувалися спецслужбами. У зв'язку з цим на захист Вітішко виступила міжнародна правозахисна організація Human Rights Watch.
Винесення в листопаді 2013 кримінально-виконавчою інспекцією УФСІН по Краснодарському краю чергового попередження на адресу Євгена Вітішко обернулося тим, що Туапсинська філія цієї інспекції направила до суду подання з вимогою про заміну Євгену Вітішко умовного терміну на реальний. Суд був призначений 28 листопада 2013 року, але перенесений на 19 грудня 2013. У зв'язку з тим, що заступник голови Верховного суду РФ ухвалив рішення про перегляд справи та повернення справи про «псування паркану» на розгляд президії Краснодарського крайового суду, був шанс на те, що вирок щодо Газаряна та Вітішко буде скасовано. Однак цього не сталося. Суд під головуванням Олександра Чернова — голови Краснодарського крайового суду — відмовив у перегляді справи. 19-20 грудня 2013 року в Туапсе відбувся суд над Вітішко. Внаслідок розгляду справи, суддя Туапсинського міського суду Ігор Мілінчук виніс рішення про заміну відносно Вітішко умовного покарання на три роки ув'язнення в колонії-поселенні за «систематичне порушення режиму обмежень». Це рішення було оскаржене в апеляційній інстанції, скарга була розглянута 12 лютого 2014 Краснодарським крайовим судом, який відмовив у її задоволенні, після чого рішення про укладення Вітішко на три роки в колонію набуло чинності.